# Детский дом № 29
Детский дом № 29 — посёлок в Ишимском районе Тюменской области России. Входит в состав Клепиковского сельского поселения.

## География
Расположен на берегу озера Малая старица Подкова, в 7 км к северу от центра сельского поселения села Клепиково.

## Население
| 2010 |
| ---- |
| 36   |

Согласно результатам переписи 2002 года, в национальной структуре населения русские составляли 89 % из 54 чел.